# Bellefosse
Bellefosse (1915 amtlich vorgenommene deutsche Übersetzung: Schöngrund) ist eine französische Gemeinde mit 170 Einwohnern (Stand 1. Januar 2021) in den Vogesen im Département Bas-Rhin in der Europäischen Gebietskörperschaft Elsass und in der Region Grand Est.

## Geschichte
Durch den Frieden zu Frankfurt am Main 1871 kam Bellefosse zum neu gegründeten Deutschen Reich. Am 2. September 1915, dem Jahrestag der Schlacht von Sedan, erhielt das Dorf durch kaiserliche Verordnung den amtlichen deutschen Namen Schöngrund. Durch den Versailler Vertrag fiel ganz Elsaß-Lothringen an Frankreich zurück und Schöngrund wurde wieder in Bellefosse umbenannt. Im Zuge des Westfeldzugs wurde Bellefosse von der deutschen Wehrmacht erobert und wurde wieder unter deutsche Verwaltung gestellt (CdZ-Gebiet Elsaß). Im Herbst 1944 wurde Bellefosse von den Westalliierten zurückerobert und gehört seitdem wieder zu Frankreich. Am 1. April 1974 fusionierte Bellefosse mit Waldersbach und Belmont zur Gemeinde Le Ban-de-la-Roche. 1975 kam auch Fouday dazu. Die seit dem 1. Januar 1992 wieder eigenständigen Gemeinden sind Mitglieder des Gemeindeverbandes  Vallée de la Bruche.

## Bevölkerungsentwicklung
| Jahr      | 1962 | 1968 | 1975 | 1982 | 1990 | 1999 | 2006 | 2017 |
| Einwohner | 87   | 109  | 92   | 87   | 95   | 133  | 129  | 150  |

## Sehenswürdigkeiten
- Château de la Roche (Steinschloss), Burgruine (13. Jahrhundert)

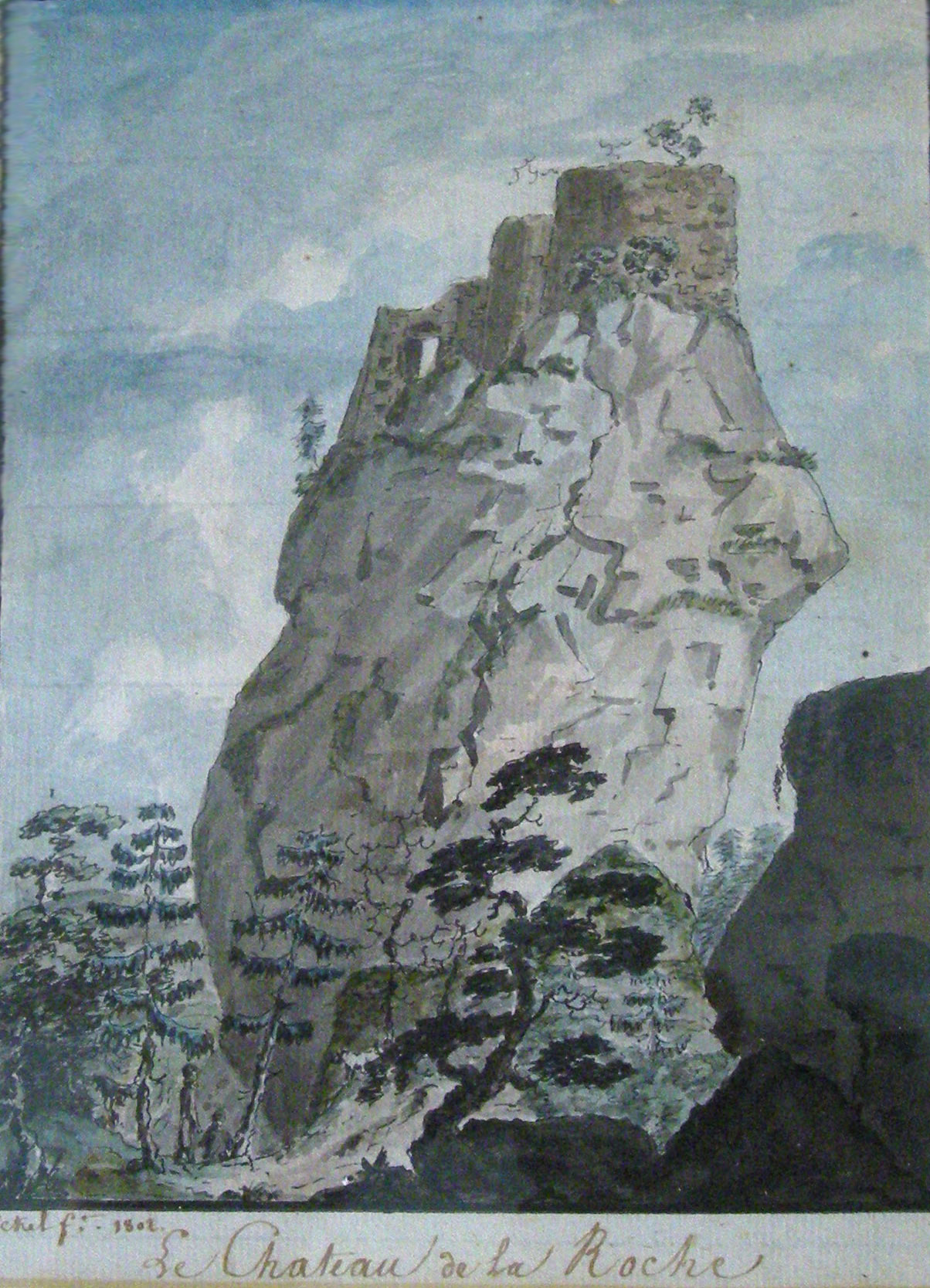
Aquarell der Burgruine Château de la Roche
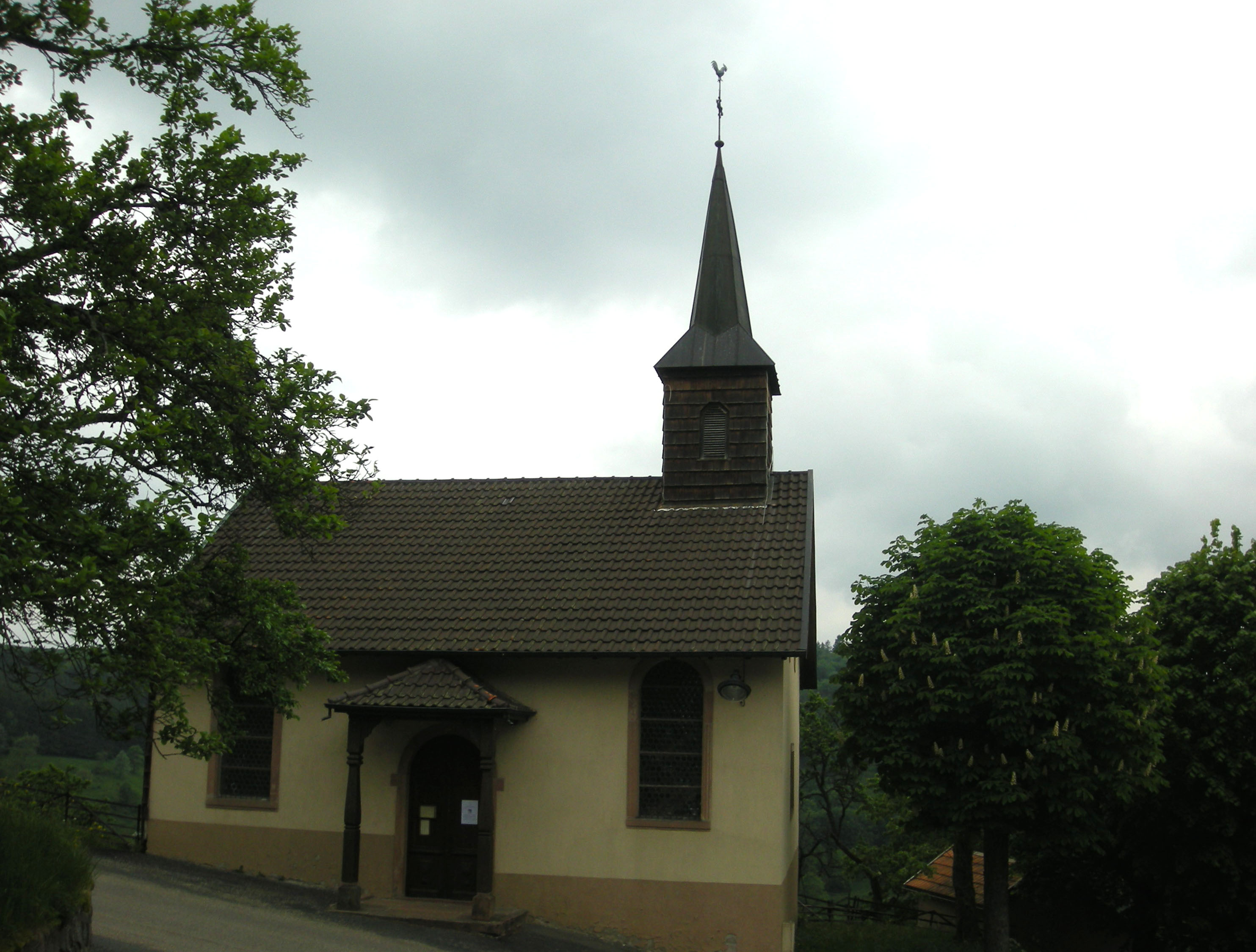
Protestantische Kirche

## Gemeindepartnerschaften
Zusammen mit den anderen Gemeinden des Steintals (Ban de la Roche), nämlich Belmont, Fouday, Neuviller-la-Roche, Rothau, Solbach, Wildersbach und Waldersbach, pflegt Neuviller eine Partnerschaft mit der US-amerikanischen Ortschaft Woolstock.

## Persönlichkeiten
- Louise Scheppler (1763–1837), Pädagogin, engste Mitarbeiterin von Pfarrer Johann Friedrich Oberlin